# Wybory parlamentarne w Armenii w 2007 roku
Wybory parlamentarne w Armenii w 2007 roku odbyły się 12 maja. Kandydaci walczyli o 131 miejsc w Zgromadzeniu Narodowym. Przy frekwencji wynoszącej 59,35% zwyciężyła Republikańska Partia Armenii z wynikiem 33,91% zdobywając tym samym 64 mandaty. Drugą pozycję zajęła Bogata Armenia, która uzyskała 15,13% i 18 mandatów. Pozostałe miejsca w parlamencie przypadły trzem innym ugrupowaniom (32) oraz kandydatom niezależnym (17).